# NGC 7367
NGC 7367 é uma galáxia espiral (Sab) localizada na direcção da constelação de Pegasus. Possui uma declinação de +03° 38' 47" e uma ascensão recta de 22 horas, 44 minutos e 34,2 segundos.
A galáxia NGC 7367 foi descoberta em 29 de Agosto de 1864 por Albert Marth.